# Kolombina (commedia dell’arte)

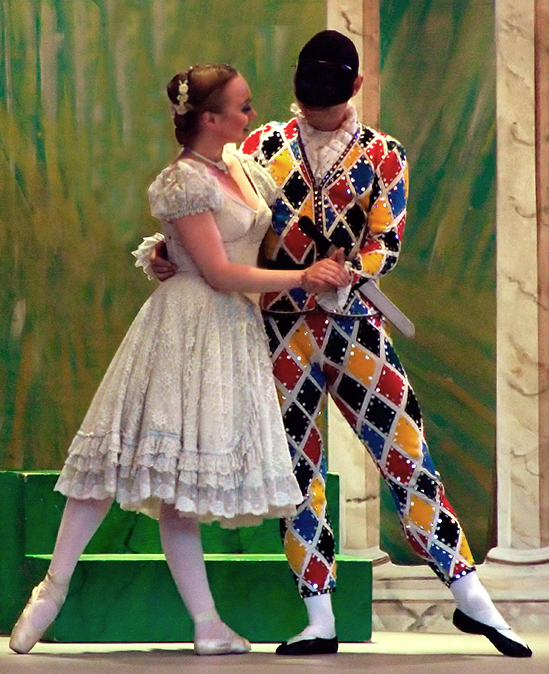
Arlekin i Kolombina

Kolombina (wł. Colombina, fr. Colombine) – jedna z głównych postaci (masek „poważnych”) commedia dell’arte.

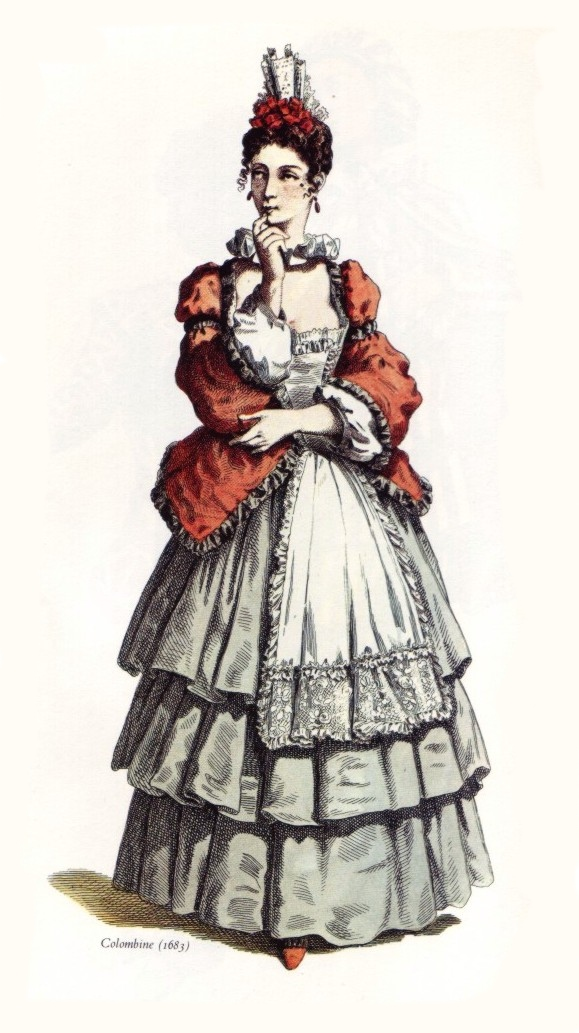
Kolombina

Kolombina usługuje młodym damom. Nosi ona wiele różnych kostiumów, poczynając od zwykłego stroju pokojówki aż do fantastycznego, białego kostiumu, jaki zachował się w pantomimie. Jest zuchwała, dowcipna i kocha lub jest kochana przez Arlekina.